# Liste von Bergen und Erhebungen in Burkina Faso
Folgend eine Liste von Bergen und Erhebungen in Burkina Faso:
| Höhe  | Name           | Region            | Koordinate            | Bemerkung        |
| ----- | -------------- | ----------------- | --------------------- | ---------------- |
| 749 m | Tena Kourou    | Cascades          | 10° 47′ N, 005° 25′ W | höchste Erhebung |
| 562 m | Tanlallé       | Centre-Nord       | 13° 22′ N, 001° 43′ W |                  |
| 542 m | Kantolo        | Hauts-Bassins     | 11° 29′ N, 004° 33′ W |                  |
| 498 m | Tin Édia       | Sahel             | 14° 40′ N, 000° 34′ W |                  |
| 470 m | Tonvo          | Hauts-Bassins     | 11° 33′ N, 004° 27′ W |                  |
| 448 m | Kolèl          | Sahel             | 14° 34′ N, 000° 28′ W |                  |
| 448 m | Kanso          | Hauts-Bassins     | 11° 21′ N, 004° 14′ W |                  |
| 447 m | Pic de Nahouri | Centre-Sud        | 11° 04′ N, 001° 05′ W |                  |
| 441 m | Zaran Kipsi    | Sahel             | 14° 41′ N, 000° 53′ W |                  |
| 417 m | Nanga          | Boucle du Mouhoun | 13° 12′ N, 002° 57′ W |                  |
| 411 m | Gabou Kani     | Sahel             | 14° 16′ N, 000° 56′ W |                  |
| 400 m | Lakba          | Sahel             | 14° 25′ N, 000° 27′ W |                  |
| 394 m | Bèlliata       | Sahel             | 14° 17′ N, 000° 06′ W |                  |